# Chalcochlamys nobilis
Chalcochlamys nobilis är en skalbaggsart som beskrevs av Ohaus 1935. Chalcochlamys nobilis ingår i släktet Chalcochlamys och familjen Rutelidae. Inga underarter finns listade i Catalogue of Life.